# Argoules

Argoules este o comună în departamentul Somme, Franța. În 1 ianuarie 2022 avea o populație de 324 de locuitori.